# Tommy Olofsson
Tommy Olofsson, född 22 maj 1950, är en svensk poet, litteraturvetare och kulturskribent. Han är professor emeritus i kreativt skrivande vid Linnéuniversitetet och även docent i litteraturvetenskap. 
Tommy Olofsson debuterade 1970 med en samling prosadikter, Små pratologier. Han disputerade i Lund 1981 på avhandlingen Frigörelse eller sammanbrott, en jämförelse mellan James Joyces Porträtt av konstnären som ung och Hjalmar Söderbergs Martin Bircks ungdom. Han var verksam som kritiker i Svenska Dagbladet 1981–2012, stilist i Bibelkommissionen 1988–2000, undervisade som lektor i litteraturvetenskap vid Lunds universitet 1980–1986 och vid Blekinge tekniska högskola 2001–2002, var därefter 2002–2017 verksam vid Linnéuniversitetet. Under 2000-talet har han forskat om medeltida ballader. 
Med en rad volymer av James Joyce, John Ashbery, Seamus Heaney, Ko Un och Susan Weil har han genom åren även gjort en insats som översättare.

### Redaktör
- 1985 – Tillskrifter. 20 kritiker närläser ny svensk poesi (medredaktör, FIB:s Lyrikklubb)
- 1986 – Joyce i Sverige (Bokförlaget Atlantis)
- 1994 – Röster i Blekinge (En bok för alla)
- 2006 –  Föraningar: kreativt skrivande i Växjö (medredaktör, Växjö University Press)

### Översättningar
- 1988 James Joyce Porträtt av konstnären som ung (Bokförlaget Atlantis)
- 2022 Seamus Heaney Hundra dikter (Natur & Kultur)

## Priser och utmärkelser
- 2005 – Tegnérpriset
- 2011 – Johannes Edfelts stipendium
- 2020 – Karl Vennbergs pris